# Szepes
Het comitaat Szepes (Hongaars: Szepes vármegye, Latijn: comitatus Scepusiensis) was een historisch comitaat van Hongarije. Dit comitaat bestond vanaf de 11e eeuw tot 1920. Door het Verdrag van Trianon hoort het sindsdien bij Tsjecho-Slowakije (sinds 1993 Slowakije). Een klein deel in het noordwesten van het historisch comitaat kwam bij Polen.

## Ligging
Het comitaat grensde aan de noordwestzijde en het noorden aan het Oostenrijkse kroonland Galicië, vanaf 1920 Malopolska in Polen, aan de oostkant aan het comitaat Sáros, in het westen aan Liptó, in het zuidwesten aan Gömör és Kis-Hont en in het zuiden aan Abaúj-Torna. Het gebied werd doorsneden door de rivieren de Poprad en de Hornád. Het gebied lag in de Hoge Tatra en werd begrensd door de Lage Tatra en het Slowaaks Ertsgebergte. Het gebied werd tussen de 12e en 16e eeuw bestuurd vanuit de Spišský hrad, vanaf de 13e eeuw liep dit ook parallel met het Zipserduitse autonome bestuur in de stad Levoča.

## Geschiedenis
Het gebied werd in de 11e eeuw binnengetrokken door de Hongaren die het onderdeel maakten van hun koninkrijk Hongarije. In 1241 raasden de Mongolen door het gebied, naar schatting werd 50% van de bevolking gedood. Daarop liet de Hongaarse koning Duitse kolonisten naar het gebied komen om de verdediging en ontwikkeling van het gebied weer op poten te zetten, de zogenaamde Zipserduitsers. Die het gebied Zips gingen noemen. De Hongaren bestuurden het gebied vanuit de burcht Szepes (Spišský hrad) waar de adellijke families Thurzó en Csáky de macht uitoefenden. De Duitse bewoners van de streek Zips verenigden zich in een verbond van 24 steden en kozen een eigen graaf als heer die rechtsprak over het gebied. Vanaf 1370 was deze Zipser rechtspraak een vrijheid van bestuur onder de Hongaarse koning. 
In 1412 kwam aan de 24 steden bond een einde toen Koning Sigismund van Hongarije het gebied verpande aan de poolse koning. Het gebied bleef wel deel uitmaken van Hongarije, maar de koning van Polen kreeg de belastinginkomsten van het gebied. De verpanding was nodig omdat Sigismund grote schulden had opgelopen na een oorlog om Venetië. 
Er werd nu een bond van 13 Zipser steden opgericht binnen de Poolse overheersing. De 11 overige steden konden hun privileges niet in stand houden en kwamen weer onder het bestuur van de heren van de burcht Szepes. Deze steden verloren rap hun betekenis en vervielen tot dorpen zonder bijzondere economische betekenis. De verpanding aan Polen duurde maar liefst 360 jaar, pas in het jaar 1772 kwamen ze geheel terug binnen het dan Habsburgse Hongarije. In 1778 werd het gebied een provincie van 16 Zipser steden. Dee autonomie van deze 16 steden bleef tot 1876 tot stand, er werd toen in geheel Hongarije een nieuw bestuurssysteem ingevoerd van comitaten.

## Bevolkingssamenstelling
In 1900 had het comitaat een bevolking van 172.091 personen en deze bestond uit de volgende groepen:
- Slowaaks: 99.557 (57,9%)
- Zipserduits: 42.885 (24,9%)
- Roetheens: 14.333 (8,3%)
- Hongaars: 10.843 (6,3%)
- Roemeens: 314 (0,2%)
- Kroatisch: 37 (0,0%)
- Servisch: 5 (0,0%)
- Overig: 4.117 (2,4%)

In 1910 werd de laatste Hongaarse volkstelling gehouden, de bevolking bestond toen uit; 97.077 Slowaken (56,2%), 38.434 Zipserduitsers (22,2%), 18.658 Hongaren(10,8%)
en 12.327 Roethenen (7,1%). De stijging van het aantal Hongaren heeft te maken met de magyarisatie, veel Duitse, Joodse, maar ook welgestelde Slowaken een Roethenen gingen Hongaars spreken en lieten soms ook hun familienaam verhongaarsen.

## Deelgebieden
| Deelgebied       | Hoofdstad                                      |
| ---------------- | ---------------------------------------------- |
| Lőcse            | Lőcse, tegenwoordig Levoča                     |
| Gölnicbánya      | Gölnicbánya, tegenwoordig Gelnica              |
| Igló             | Igló, tegenwoordig Spišská Nová Ves            |
| Kézmárk          | Kézmárk, tegenwoordig Kežmarok                 |
| Szepesszombat    | Szepesszombat, tegenwoordig Spišská Sobota     |
| Ólubló           | Ólubló, tegenwoordig Stará Ľubovňa             |
| Szepesófalu      | Szepesófalu, tegenwoordig Spišská Stará Ves    |
| Szepesváralja    | Szepesváralja, tegenwoordig Spišské Podhradie  |
| Stadsdistrichten |                                                |
| Gölnicbánya      | Gölnicbánya, tegenwoordig Gelnica              |
| Igló             | Igló, tegenwoordig Spišská Nová Ves            |
| Kézmárk          | Kézmárk, tegenwoordig Kežmarok                 |
| Leibic           | Leibic, tegenwoordig Ľubica                    |
| Poprád           | Poprád, tegenwoordig Poprad                    |
| Szepesbéla       | Szepesbéla, tegenwoordig Spišská Belá          |
| Szepesváralja    | Szepesváralja, tegenwoordig Spišské Podharadie |